# 領頭項
在数学方程式、表达式或模型中的领头项（Leading-order term）是数量级最大的項。随着变量的变化，方程中不同项的大小也将发生变化，因此，哪些项是领头项也可能发生变化。